# Confinement
Confinement är fenomenet att färgladdade partiklar, som kvarkar, inte kan isoleras enskilt och därför inte kan observeras direkt. Kvarkar klumpar ihop sig i grupper, hadroner. Det finns två typer av hadroner, mesonerna (en kvark och en antikvark) och baryonerna (tre kvarkar). Kvarkarna kan inte skiljas från sina respektive hadroner och det är därför som kvarkarna aldrig kan studeras eller observeras på något mer direkt sätt än via hadronnivån.